# Babalu
Babalu è il secondo album di Michael Bublé, uscito nel 2001.
Tracce
1. "Spiderman Theme" - 3:01
2. "You Must Have Been a Beautiful Baby" - 2:43
3. "You'll Never Know" - 4:19
4. "Lazy River" - 4:17
5. "Oh Marie" - 2:47
6. "Can't Help Falling in Love" - 4:38
7. "Bill Bailey" - 3:12
8. "Buena Sera" - 3:45
9. "When You're Smiling" - 2:45
10. "What a Wonderful World" - 4:16
11. "Don't Get Around Much Anymore" - 2:31
12. "Mack the Knife" - 4:50
13. "La Vie en rose" - 2:04